# Earl of Mornington

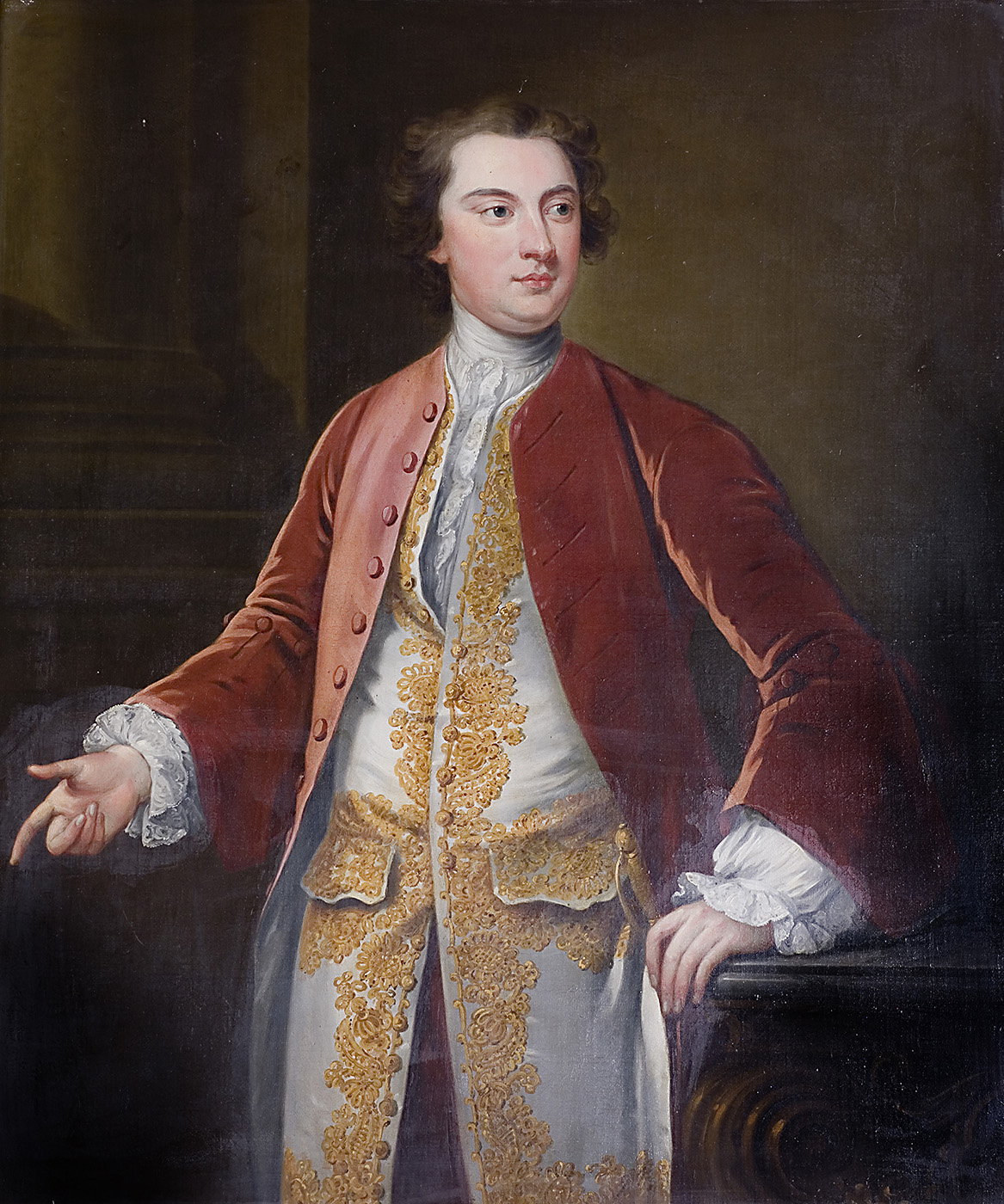
Garret Wesley, 1. Earl of Mornington

Earl of Mornington ist ein erblicher britischer Adelstitel in der Peerage of Ireland, der heute ein nachgeordneter Titel des jeweiligen Duke of Wellington ist.

## Verleihung und nachgeordnete Titel
Der Titel wurde am 2. Oktober 1760 für den Komponisten Garret Wesley, 2. Baron Mornington, den Vater des berühmten Arthur Wellesley, 1. Duke of Wellington, geschaffen. Dieser war ein bedeutender Philanthrop seiner Zeit und gehörte der Familie Wellesley an. Zusammen mit der Earlswürde wurde ihm der nachgeordnete Titel Viscount Wellesley, of Dangan Castle in the County of Meath verliehen. Bereits 1758 hatte er von seinem Vater den Titel Baron Mornington geerbt, der diesem am 9. Juli 1746 verliehen worden war. Alle drei Titel gehören zur Peerage of Ireland.

## Weitere Titel
Dem zweiten Earl, Richard Wellesley, wurde am 20. Oktober 1797 der Titel Baron Wellesley, of Wellesley in the County of Somerset, in der Peerage of Great Britain verliehen. Mit diesem Titel war im Gegensatz zu den irischen Titeln ein erblicher Sitz im House of Lords verbunden. Am 2. Dezember 1799 wurde er zum Marquess Wellesley, of Norragh, in der Peerage of Ireland erhoben. Beide Titel erloschen, als er 1842 ohne lebenden männlichen Abkömmling starb. 
Der spätere dritte Earl, William Wellesley-Pole, wurde am 17. Juli 1821 zum Baron Maryborough, of Maryborough in the Queen’s County, im irischen Adel erhoben. Diese Titel erlosch mit dem Tod seines Enkels, des fünften Earls, 1863.
Nach dem Tod des fünften Earls fielen die Titel an die Dukes of Wellington, die sie bis heute als nachgeordnete Titel tragen. Er wird heute auch als Höflichkeitstitel vom ältesten Sohn des Titelerben geführt.

## Liste der Barone Mornington, Earls of Mornington

### Barone Mornington (1746)
- Richard Wesley, 1. Baron Mornington (1690–1758)
- Garret Wesley, 2. Baron Mornington (1735–1784) (1760 zum Earl of Mornington erhoben)

### Earls of Mornington (1760)
- Garret Wesley, 1. Earl of Mornington (1735–1784)
- Richard Wellesley, 1. Marquess Wellesley, 2. Earl of Mornington (1760–1842)
- William Wellesley-Pole, 3. Earl of Mornington (1763–1845)
- William Pole-Tylney-Long-Wellesley, 4. Earl of Mornington (1788–1857)
- William Pole-Tylney-Long-Wellesley, 5. Earl of Mornington (1813–1863)
- Arthur Wellesley, 2. Duke of Wellington, 6. Earl of Mornington (1807–1884)
- Henry Wellesley, 3. Duke of Wellington, 7. Earl of Mornington (1846–1900)
- Arthur Wellesley, 4. Duke of Wellington, 8. Earl of Mornington (1849–1934)
- Arthur Wellesley, 5. Duke of Wellington, 9. Earl of Mornington (1876–1941)
- Henry Wellesley, 6. Duke of Wellington, 10. Earl of Mornington (1912–1943)
- Gerald Wellesley, 7. Duke of Wellington, 11. Earl of Mornington (1885–1972)
- Arthur Wellesley, 8. Duke of Wellington, 12. Earl of Mornington (1915–2014)
- Charles Wellesley, 9. Duke of Wellington, 13. Earl of Mornington (* 1945)

Titelerbe (Heir Apparent) ist der älteste Sohn des aktuellen Titelinhabers Arthur Gerald Wellesley, Marquess of Douro (* 1978).

Dessen Erbe ist dessen ältester Sohn Arthur Darcy Wellesley, Earl of Mornington (* 2010).